# Controvérsia do Financiamento da Campanha dos Estados Unidos de 1996
A Controvérsia do Financiamento da Campanha dos Estados Unidos  de 1996, foi um esforço alegado pela China, para a política americana, durante o ano das eleições federais de 1996.